# Rhizotrogus aequalis
Rhizotrogus aequalis är en skalbaggsart som beskrevs av Walker 1859. Rhizotrogus aequalis ingår i släktet Rhizotrogus och familjen Melolonthidae. Inga underarter finns listade i Catalogue of Life.